# Яковлев, Игорь Евгеньевич
Игорь Евгеньевич Яковлев (23 января 1961, Ленинград, СССР) — советский футболист, полузащитник. Мастер спорта СССР (1980).

## Биография
Воспитанник СДЮШОР «Смена» Ленинград. Карьеру начал в ленинградском «Зените» в 1979 году. На следующий год стал бронзовым призёром СССР. Выступал в еврокубках — 1 матч в Кубке УЕФА 1981/82.
В 1982 году половину чемпионата провёл в дублирующем составе, в первой половине сезона-1983 за основу не сыграл на одного матча и со второй половины играл за таллинский ШВСМ из 5 зоны второй лиги. Во второй половине сезона 1985 года вернулся в «Зенит», но за 1,5 года в основе сыграл только один матч.
С тех пор на высшем уровне не играл. В 1991—1998 годах выступал за финский клуб «ВарТП» Варкаус (fi:Varkauden Työväen Palloilijat).

## Достижения
- Бронзовый призёр чемпионата СССР: 1980
- Обладатель Кубка Сезона: 1985